# Stefan Willich
Stefan N. Willich (* 1959) ist ein deutscher Arzt, Dirigent, Autor und Hochschullehrer.

## Leben
Willich studierte als Stipendiat der Studienstiftung des deutschen Volkes Medizin an der Freien Universität Berlin, der Ludwig-Maximilians-Universität München und der New York University. Er promovierte 1985 zum Dr. med., erwarb einen Master of Public Health 1990 an der Harvard University und einen Master of Business Administration 1995 am INSEAD in Frankreich und habilitierte sich  1993 im Fachgebiet Innere Medizin.
Von 1993 bis 1995 war Willich Gastprofessor für Epidemiologie an der Universität Greifswald und Visiting Professor an der Harvard University. 1995 erfolgte die Berufung auf eine Professur und Ernennung zum Direktor des Instituts für Sozialmedizin, Epidemiologie und Gesundheitsökonomie der Charité – Universitätsmedizin Berlin. Von 2006 bis 2012 leitete er auch das dortige CharitéCentrum 1 für Human- und Gesundheitswissenschaften. Er ist Fellow der European Society of Cardiology und des American College of Cardiology. Willich war 2010 bis 2011 Vorsitzender der Deutschen Gesellschaft für Gesundheitsökonomie, 2011 bis 2019 Gründungspräsident der European Society of Integrative Medicine, und ist seit 2022 Gründungspräsident der International Society for Arts and Medicine.
Willich erhielt seit seinem sechsten Lebensjahr Violinunterricht. Er studierte nach dem Abitur zwei Jahre Violine, Kammermusik und Dirigieren an der Hochschule für Musik und Darstellende Kunst Stuttgart und in Berlin. Willich nahm u. a. an Workshops bei Sergiu Celibidache in München, Leon Fleisher in Boston/Tanglewood und Leon Barzin in Paris teil. Willich tritt regelmäßig als Dirigent in Erscheinung und gründete 2008 das World Doctors Orchestra. Von 2012 bis 2014 war er Rektor der Hochschule für Musik „Hanns Eisler“ Berlin.
Willich erhielt 2021 den Alumni Award of Merit der Harvard University T.H. Chan School of Public Health, die höchste Auszeichnung für ehemalige Absolventen der Institution.

## COVID-19-Pandemie
Im Rahmen der COVID-19-Pandemie in Deutschland äußerte Willich, dass es „keinen Grund gibt, das ganze Land in häusliche Quarantäne zu schicken“ und warnte frühzeitig vor den sozialmedizinischen Gefahren eines Lockdowns.
Im Oktober 2020 sprach er sich für eine Überarbeitung des Schwellenwerts für Risikogebiete aus. Der Wert von 50 Fällen auf 100.000 Einwohner binnen sieben Tagen („7-Tage-Inzidenz“) sei im April 2020 ein „grober Anhaltspunkt“ gewesen und der Bezug darauf „aus ärztlicher Sicht nicht belastbar“. Die Überschreitung des Wertes führte er u. a. auf vermehrte Testungen gegenüber dem Frühjahr zurück, weshalb die Zahlen „realistisch in Bezug gesetzt“ werden sollten.